# Stilleryd
Stilleryd is een plaats in de gemeente Karlshamn in het landschap Blekinge en de provincie Blekinge län in Zweden. De plaats heeft 85 inwoners (2005) en een oppervlakte van 16 hectare.